# Michael Shanks
Michael Garrett Shanks (n. 15 decembrie 1970, Vancouver, Columbia Britanică) este un actor canadian  cunoscut cel mai mult pentru rolul Daniel Jackson din serialul s.f. de televiziune Stargate SG-1.

## Filmografie

### Roluri principale
| An   | Titlu                                   | Rol                                | Note                   |
| 1995 | A Family Divided                        | Todd                               |                        |
| 1997 | The Call of the Wild: Dog of the Yukon  | Fellow Gambler #1                  |                        |
| 1997 | Stargate SG-1                           | Dr. Daniel Jackson / Voice of Thor | 1997–2002, 2003–2007   |
| 1999 | Escape from Mars                        | Bill Malone, Mission Architect     |                        |
| 2000 | Suspicious River                        | Ball cap man                       |                        |
| 2000 | Mr. Fortune's Smile                     | James                              |                        |
| 2000 | The Artist's Circle                     | Artist                             |                        |
| 2001 | Suddenly Naked                          | Danny Blair/Donny Blitzer          |                        |
| 2002 | All Around the Town                     | Justin Donnelly                    |                        |
| 2002 | Door to Door                            | John Brady                         |                        |
| 2003 | Sumuru                                  | Adam Wade                          |                        |
| 2005 | Swarmed                                 | Kent Horvath                       | TV                     |
| 2005 | Stargate SG-1: The Alliance (Cancelled) | Dr. Daniel Jackson (voice)         | Video Game – cancelled |
| 2006 | Under the Mistletoe                     | Kevin Harrison                     |                        |
| 2006 | Burn Notice                             | Victor                             |                        |
| 2007 | Judicial Indiscretion                   | Jack Sullivan                      |                        |
| 2007 | Mega Snake                              | Les Daniels                        |                        |
| 2008 | Stargate: The Ark of Truth              | Dr. Daniel Jackson                 |                        |
| 2008 | Stargate: Continuum                     | Dr. Daniel Jackson                 |                        |
| 2008 | The Lost Treasure of the Grand Canyon   | Dr. Jacob Thain                    |                        |
| 2009 | Living Out Loud                         | Brad Marshall                      |                        |
| 2009 | Desperate Escape                        | Michael Coleman                    |                        |
| 2009 | Arctic Blast                            | Jack Tate                          |                        |
| 2011 | Tactical Force                          | Demetrius                          |                        |
| 2011 | Faces in the Crowd                      | Bryce                              |                        |
| 2011 | Red Riding Hood                         | Adrien Lazar                       |                        |
| 2011 | The Pastor's Wife                       | Matthew Winkler                    | TV                     |
| 2011 | Christmas Lodge                         | Jack                               |                        |
| 2012 | Saving Hope                             | Charlie Harris                     | 2012-                  |
| 2013 | 13 Eerie                                | Professor Tomkins                  |                        |
| 2013 | Mr. Hockey: The Gordie Howe Story       | Gordie Howe                        | TV                     |

### Alte roluri
| An   | Titlu                | Rol                        | Note                                                                        |
| 1993 | Highlander           | Jesse Collins              | 2.6 "The Zone"                                                              |
| 1993 | The Commish          | Sean                       | 3.6 "Rising Sun"                                                            |
| 1994 | Madison              | Gordon                     | 2.5 "Junior Partner"                                                        |
| 1995 | University Hospital  | Jake                       | 1.9 "Shadow of a Doubt"                                                     |
| 1995 | Eye Level            | Simon                      |                                                                             |
| 1998 | The Outer Limits     | Melburn Ross               | 4.15 "Mary 25"                                                              |
| 2000 | The Outer Limits     | Dr. Will Olsten            | 6.4 "Manifest Destiny"                                                      |
| 2001 | Andromeda            | Gabriel                    | 1.20 "Star-Crossed"                                                         |
| 2002 | The Chris Isaak Show | Trevor                     | 2.14 "The Hidden Mommy"                                                     |
| 2002 | The Twilight Zone    | Donnie                     | 1.3 "Shades of Guilt"                                                       |
| 2003 | Andromeda            | Remiel/Balance of Judgment | 3.21 "Day of Judgement, Day of Wrath"                                       |
| 2004 | Andromeda            | Gabriel (archive footage)  | 4.19 "A Symmetry of Imperfection"                                           |
| 2004 | Stargate Atlantis    | Daniel Jackson             | 1.1 "Rising: Part 1"                                                        |
| 2004 | CSI: Miami           | Doug Stets                 | "Payback"                                                                   |
| 2007 | 24                   | Mark Bishop                | 6.20 "1:00AM – 2:00AM " 6.21 "2:00AM – 3:00AM " 6.22 "3:00AM – 4:00AM "     |
| 2007 | Eureka               | Christopher Dactylos       | 2.12 "All That Glitters..."                                                 |
| 2008 | Stargate Atlantis    | Daniel Jackson             | 5.10 "First Contact" 5.11 "The Lost Tribe"                                  |
| 2008 | Burn Notice          | Victor                     | 2.06 "Bad Blood"                                                            |
| 2009 | Burn Notice          | Victor                     | 2.14 "Truth and Reconcilliation" 2.15 "Sins Of Omission" 2.16 "Lesser Evil" |
| 2009 | Stargate Universe    | Daniel Jackson             | 1.1 "Air"                                                                   |
| 2010 | Sanctuary            | Jimmy                      | 2.09 "Penance"                                                              |
| 2010 | Smallville           | Carter Hall / Hawkman      | 9.11 "Absolute Justice" 9.22 "Salvation" 10.2 "Shield" 10.11 "Icarus"       |
| 2010 | Supernatural         | Rob                        | 5.17 "99 Problems"                                                          |
| 2010 | Stargate Universe    | Daniel Jackson             | 1.14 "Human" 1.18 "Subversion" 1.19 "Incursion Part 1"                      |
| 2011 | Endgame              | Casey Roman                | 1.3 "The Caffeine Hit"                                                      |
| 2011 | Flashpoint           | David                      | 4.16 "Blue on Blue"                                                         |
| 2013 | Elysium              | Technician                 |                                                                             |

### Ca regizor
| An   | Titlu         | Rol                                        | Note |
| 2001 | Stargate SG-1 | TV Series (episode 4.21 "Double Jeopardy") |      |

### Ca scenarist
| An   | Titlu         | Note                                                   |
| 2003 | Stargate SG-1 | (TV Series) (story) (episode 7.11 "Evolution: Part 1") |
| 2004 | Stargate SG-1 | (TV Series) (episode 7.19 "Resurrection")              |